# Мікко Ойнонен
Мікко Ойнонен (фін. Mikko Oskar Oinonen; 30 червня 1883, Пієлісярві — 30 грудня 1956, Гельсінкі) — фінський художник.

## Біографія
Народився 30 червня 1883 в Пієлісярві в сім'ї фермера Юго Ойнонена (фін. Juho Oinonen) і Ловіїси Невалайнен (фін. Loviisa Nevalainen).
У 1903 навчався живопису в Школі мистецтва і дизайну Університету Аалто (Aalto University School of Art and Design), а в 1905–1907 — у фінській Академії образотворчих мистецтв в Гельсінкі.
З 1908 по 1910 навчався в Академії Жуліана в Парижі, де в 1914 познайомився з Магнусом Енкелем.
У 1930–1936 викладав в Академії образотворчих мистецтв в Гельсінкі і в 1937–1938 роках у Відкритій школі мистецтв.
У літню пору мешкав у будинку колишньої дачі С. А. Косякова в Ушково на Карельському перешийку.
У 1953 отримав звання професора. Дружина — Елли Ірена Ойнонен (фін. Elli Irene Oinonen, до шлюбу Карллсон (швед. Karllson).
Помер 30 грудня 1956 в Гельсінкі.

## Оцінки творчості
Значна частина робіт написана на Карельському перешийку у зв'язку з чим сучасники називали його — «живописець річкового перешийку».
Роботи художника є у всіх музеях Північних країн, зокрема в Британському музеї в Лондоні.